# Hauschabi

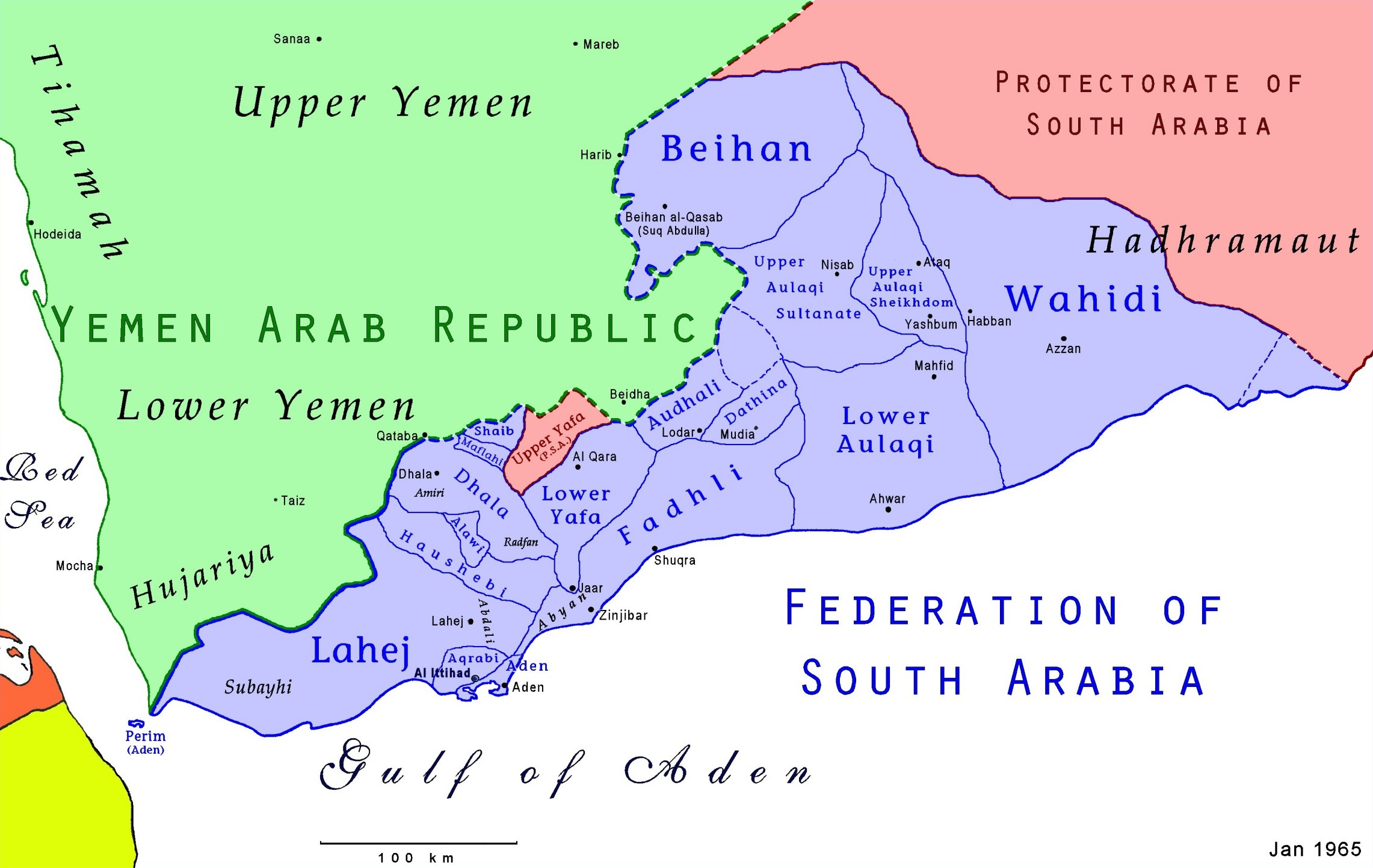
Karte der Südarabischen Föderation

Das Sultanat Hauschabi (arabisch الحوشبي, DMG al-Ḥawšabī) war ein Staat innerhalb der Südarabischen Föderation, nachdem es kurzzeitig zur Föderation der Arabischen Emirate des Südens gehört hatte. Das Gebiet ist heute Teil der Republik Jemen. Es war einer der neun Kantone (Sultanat von Lahidsch, Emirat von Dhala, Scheichtum Alawi, Aulaqi-Sultanat, Scheichtum Aqrabi, Sultanat Fadli, Unteres Yafi-Sultanat), die im späten 19. Jahrhundert den Schutzvertrag mit dem Vereinigten Königreich unterzeichneten. Seine Hauptstadt war Musaymir. Sein letzter Sultan war Faisal bin Surur al-Hauschabi. Dieser wurde entmachtet und sein Scheichtum ging 1967 in der Volksdemokratischen Republik Jemen auf.

## Sultane
- al-Faddschar al-Hauschabi
- Sultan al-Hauschabi
- Mani ben Sallam al-Hauschabi 1838–1858
- Ubayd ben Yahya al-Hauschabi 1858–1863
- Ali I ben Mani al-Hauschabi 1863–1886
- Muhsin I ben Ali al-Hauschabi 1886–1894
- al-Fadl ben Ali (mittels Staatsstreichs) 1894–1895
- Muhsin ben Ali al-Hauschabi (zweite Amtszeit) 1895–1904
- Ali II ben Mani al-Hauschabi 1904–1922
- Muhsin II ben Ali al-Hauschabi 1922–?
- Surur ben Muhammad al-Hauschabi ?–1947
- Muhammad ben Surur al-Hauschabi 1947–1955
- Faisal ben Surur al-Hauschabi 1955–1967